# La Caffettiera Stioppeta
A La Caffettiera Stioppeta az ELTE BTK Romanisztikai Intézet (ELTE-BTK) olasz tanszékének kamarakórusa, leginkább a cappella repertoárral. Perugiában alapították a nyári egyetem hallgatói. Névadója egy sajnálatos konyhai baleset (a név jelentése umbriai dialektusban kb.: „a felrobbant kávéfőző”). Kórusigazgató: Murányi Eszter.

## Repertoár
Középkori, reneszánsz, barokk, klasszikus, romantikus, 20. és 21. századi egyházi- és világi zene. Vegyeskarra valamint férfi és női egynemű karokra írt műveket egyaránt énekel.

## Főbbkoncertek
- Magyar Rádió Koncert Délidőben sorozat
- Magyar Nemzeti Múzeum Lapidáriuma
- Belvárosi Szent Mihály-templom
- Budai Kapucinus Templom
- Budapesti Olasz Kultúrintézet
- Elte Egyetemi Könyvtár
- Kiscelli Múzeum
- Közös koncert a Sydney St. Andrew's Music School-lal 2006-ban
- Közös koncert a szardíniai Tenores Folk Music együttessel 2007-ben
- Közös koncert a Perth Modern School -lal 2008-ban és 2011-ben
- 56. Arezzói Guidó Nemzetközi Kórusverseny

## Oktatási tevékenység
A koncertezés és lemezfelvételek készítése mellett az együttes elkötelezett támogatója az oktatásnak, iskolai hangversenyeken is részt vesz.

## Tagjai
- Szoprán: Boross Erzsébet, Frankel Lucy, Gál Réka, Komoróczki Tünde, Kovács Renáta, Kőhegyi Zita, Molnár Nóra, Prajda Anita, Takács Anna
- Alt: Balázs Noémi, Botka Gabriella, Büki Zsófia, Eipl Anikó, Horváth Rita, Pulai Veronika, Palágyi Diána, Szkárosi Agapé, Tóth Zsuzsanna
- Tenor: Biras Pascal, Cser László, Gaál István, Gerőcs Mátyás, Kocsis András, Tőzsér Csongor
- Basszus: Baranyi Gábor, Borovi Dániel, Faragó Dániel, Horváth Zoltán, Kocsis Géza, Monostori Gábor, Oláh András, Somorjai Szabolcs

## Diszkográfia
- Az együttes első CD-je 2010-ben jelent meg.[3]

## Külső hivatkozások
- La Caffettiera Stioppeta - hivatalos honlap
- La Caffettiera Stioppeta - hivatalos blog
- La Caffettiera Stioppeta – Youtube-lista
- Caffettiera Stioppeta - hivatalos Facebook-oldal